# 이와시마촌
이와시마촌(일본어: 岩島村)은 일본 군마현의 북서부, 아가쓰마군에 속해있던 촌이다. 현재의 히가시아가쓰마정에 해당한다.

## 연혁
- 1889년 4월 1일 - 정촌제 시행과 함께 아즈마 지방의 촌들에 의해 합병문제를 합의하여 가와라바타 촌을 비릇한 주변의 촌들을 합병하여 하라정을 결성하자고 주장했지만 6개 촌을 합병하여 아가쓰마군 이와시마촌이 성립하였다.
- 1955년 3월 1일 - 이와시마촌, 사가우에촌과 합병해 새로운 하라정이 성립하여 폐지하였다.